# پیراگرداره
پیراگرداره (نام علمی: Parahelicoprion) نام یک سرده از تیره آگاسیزدندانان است.